# 3491 Fridolin
3491 Fridolin је астероид главног астероидног појаса чија средња удаљеност од Сунца износи 2,794 астрономских јединица (АЈ).
Апсолутна магнитуда астероида је 12,4.